# Zieh dich aus, du alte Hippe
Zieh dich aus, du alte Hippe ist der erste Kriminalroman des Mülheimer Komikers und Jazzkünstlers Helge Schneider und erschien 1994.

## Handlung
In der Stadt des Kommissars Schneider geht ein grausamer Mörder um, der es ausschließlich auf Frauen abgesehen hat. Mit dem Satz „Zieh dich aus du alte Hippe“ fällt er sie an und ermordet sie auf brutale Weise. Kommissar Schneider, den zeitgleich Eheprobleme plagen, heftet sich an die Fersen des Täters. Doch es gibt mehrere Tatverdächtige: z. B. die Putzfrau des Polizeireviers oder den Bürgermeister, der zufälligerweise immer am Tatort auftaucht, wenn Kommissar Schneider dort ermittelt. Welche Rolle spielt der Komponist Beethoven, der scheinbar wiederauferstanden ist? Auf einer mysteriösen einsamen Insel nahe der Küste vor der Stadt findet Schneider des Rätsels Lösung. Jedoch werden auf dem Weg dorthin mehr Menschen vom Kommissar verletzt und getötet als vom gesuchten Serienkiller selbst.

## Hintergrund
Die Kommissar-Schneider-Bücher sind einerseits Persiflage auf klassische Kriminalromane. Andererseits lassen sie sich durch ihre völlige Unvorhersehbarkeit und einen Schwerpunkt auf kreativem Sprachgebrauch nur schwer mit üblichen literarischen Begriffen einordnen.
Die Verhaltensweisen der Figuren sind äußerst abstrus und widersinnig und transportieren Helge Schneiders bekannten anarchischen Humor. So verhält sich der Kommissar streckenweise gesetzlos und schlägt andere, teils unschuldige Personen, die ihm widersprechen, teilweise brutal zusammen oder tötet sie sogar ohne einen richtigen Grund, während er sich in anderen, weitaus gefährlicheren Situationen zurückzieht und sich völlig defensiv verhält. Im ersten Fall begründet der Erzähler das Verhalten des Kommissars trocken als „notwendig, er hatte keine andere Wahl“.

## Buchausgaben
- Zieh dich aus du alte Hippe, Verlag Kiepenheuer & Witsch, Köln 1994, ISBN 3-462-02384-5
- Arschfahl klebte der Mond am Fenster..., Die Kommissar Schneider Romane 1–4, Verlag Kiepenheuer & Witsch, Köln 2004, ISBN 3-462-03431-6